# Julia Farron
Julia Farron, nata Joyce Margaret Farron-Smith (Londra, 22 luglio 1922 – 3 luglio 2019) è stata una ballerina britannica.

## Biografia
Julia Farron nacque a Londra nel 1922 e nel 1931 divenne la prima bambina a ricevere una borsa di studio per studiare con Ninette de Valois alla Vic-Wells Ballet School. Tre anni più tardi fece il suo esordio professionale in una pantomima natalizia e nel 1936 si unì ufficialmente al Vic-Wells Ballet, diventandone la più giovane ballerina all'età di quattordici anni.
Nel 1937 Frederick Ashton creò apposta per lei il ruolo di Pepe in A Wedding Bouquet. Rimase con la compagnia negli anni che ne segnarono l'evoluzione nell'attuale Royal Ballet, diventandone prima ballerina. Nel corso della sua carriera danzò ruoli principali in balletti di Ashton (Ondine, Dafni e Cloe, Notturno), John Cranko (Antigone, Il principe delle pagode), Nikoláj Grigor'evič Sergéev (La bella addormentata, Il lago dei cigni) e Kenneth MacMillan (Giselle, Romeo e Giulietta).
Dopo il ritiro dalle scene nel 1964 divenne maestra di balletto alla Royal Ballet School. Successivamente nel 1983 divenne direttrice della Royal Academy of Dance e mantenne la carica fino al pensionamento nel 1989.
Fu sposata con il ballerino e coreografo Alfred Rodrigues dal 1948 alla morte dell'uomo nel 2002 e la coppia ebbe un figlio, Christopher. Morì nel 2019 all'età di 96 anni.